# Carmen Schrader Angerstein
Carmen Schrader Angerstein (en casar-se va canviar el seu nom original, Waltraud, pel de Carmen) (Grethem, Baixa Saxònia, 14 de febrer de 1913 - Còrdova, 27 de febrer de 2012) va ser una ciutadana hispano-germànica que l'organització Iad va-Xem va reconéixer, juntament amb el seu marit, José Ruiz Santaella, Justa entre les Nacions per haver protegit i salvat la vida a tres dones jueves.
El 1934, la jove Waltraud Schrader va conèixer el qui seria el seu marit, José Ruiz Santaella (1904-1997), que aleshores era estudiant d'enginyeria agrícola a la Universitat Martí Luter de HalleWittenberg. Waltraud era protestant i, en casar-se amb un catòlic, el 1936, va canviar el seu nom 'Waltraud' per 'Carmen'. I el nuvi, per poder casar-se a l'Alemanya nazi, va haver de demanar un certificat a la seva parròquia d'Espanya (era de Baena) que assegurés que no tenia sang jueva.
Després de viure uns anys a Espanya, Ruiz Santaella va guanyar per concurs la plaça d'agregat d'agricultura a l'ambaixada espanyola a Berlín i el 1942 van tornar Alemanya. La parella tenia aleshores tres filles --Carmen, Victoria i Margarita-- i Carmen estava embarassada del quart fill --José María. Els primers mesos van viure en el centre de Berlín, però després es van traslladar a la casa d'hostes d'un finca d'uns nobles alemanys, a Diedesdorf, prop de la capital. Allà van acollir Gertrude Neumann, una dona jueva que havia salvat la vida en saltar del camió que la duia a un camp d'extermini. Des de la primavera de 1943 vivia clandestinament i, ocultant que era jueva, prestava serveis com a costurera per a la família. Quan els va confessar que era jueva, li van oferir tenir-la com a treballadora fixa i anar a viure amb la família a Diedesdorf. Quan Gertrude va saber que buscaven una mainadera, els va recomanar Ruth Arndt, una infermera pediàtrica filla d'un metge reconegut, també jueva. L'abril de 1944, Ruth Ardnt es va entrevistar amb el diplomàtic espanyol en el vestíbul d'un hotel de Berlín i una setmana més tard el mateix Ruiz Santaella va recollir-la amb el seu cotxe oficial per dur-la a Diedesdorf per treballar per a la família. El maig d'aquell any, la mare de Ruth, Lina Ardnt també va entrar a treballar, com a cuinera, per a la família Ruiz Santaella-Schrader, mentre que el seu marit, el Dr. Arthur Ardnt, vivia amagat en el sòtan de la casa d'una antiga pacient seva. Ruiz Santaella, que n'estava assabentat, sempre que li era possible li duia personalment aliments. Per evitar sospites, Ruth i la seva mare van ocultar el parentiu que hi havia entre elles i els seus noms reals; a la mare l'anomenaren "Frau Lieschen Werner" i a la filla, "Ruth Neu", i entre elles es parlaven de vostè. A més de la protecció de la família, les tres dones rebien el sou corresponent per la seva activitat laboral i durant les vacances d'estiu van acompanyar la família a la seva estada a les muntanyes de Harz.
El setembre de 1944, per recomanació de l'ambaixada espanyola, la família Ruiz Santaella-Schrader va traslladar-se a Suïssa, on Ruiz Santaella va ser destinat a legació espanyola a Berna. Mentre va durar la guerra, van seguir ocupant-se de la família Ardnt, enviant-los paquets de roba i aliments a través d'un funcionari de l'ambaixada espanyola a Berlín. La relació va mantenir-se també després de la guerra. El setembre de 1945, Ruth es casa amb Bruno Gumpel, a qui havia conegut els anys de la clandestinitat a Berlín i el maig de 1946 emigren als Estats Units amb el primer vaixell de refugiats jueus que salpa d'Alemanya després de la Segona Guerra Mundial i s'instal·len a Queens (Nova York). També el 1946, el mes de desembre, Lina Ardnt i el seu marit emigren als Estats Units. Segons va declarar Margarita Ruiz Schrader, filla de Carmen, la seva mare i Ruth mai van perdre el contacte per correu. Ruth i el seu marit van visitar la família Ruiz Santaella-Schrader el 1971 i el 1986. I el 2009 Ruth i Margarita Ruiz Schrader, una de les nenes de les quals havia tingut cura seixanta-cinc anys abans, es retroben de nou a Berlín.
Després d'estar-se dos anys a Suïssa, on van néixer els altres tres fills de la família --Juan, Teresa i Magdalena-- José Ruiz Santaella va ser destinat a l'ambaixada espanyola als Països Baixos, on van estar-se fins a 1955. De tornada a Espanya, van establir-se a Còrdova, on José Ruiz va fundar l'Estació dels Grans Regadius de Còrdova, que dirigeix fins a 1970 i compagina amb la direcció de l'Escola Tècnica d'Enginyers Agrònoms de Còrdova. El matrimoni va tenir set fills i tretze nets. Carmen va morir el 27 de febrer de 2012, als noranta-nou anys. El seu marit havia mort quinze anys abans, l'1 de gener de 1997.

## Justa entre les Nacions
Gràcies als testimonis de Ruth i Bruno Gumpel, el novembre de 1987 la Comissió d'Homenatge als Justos entre les Nacions obre diversos expedients, entre els quals hi ha el del matrimoni Ruiz Santaella-Schrader. El 13 d'octubre de 1988 ambdós són reconeguts com a Justos entre les Nacions, tot i que no serà fins al 20 de juny de 1991 quan rebran el diploma i la medalla acreditativa de mans de l'ambaixador d'Israel a Madrid. Posteriorment van ser convidats a viatjar a Israel per plantar un arbre en el Jardí dels Justos, però la situació conflictiva que vivia Israel desaconsellà el viatge. Van ser la filla Teresa i una neta les que hi van anar el 1999 i van plantar una olivera de Baena (Córdova), on havia nascut i estava enterrat el seu pare. També aleshores es va fer la inscripció dels noms de la parella en el Mur d'Honor del Museu de l'Holocaust de Jerusalem.